# Mełpin
Mełpin (pol. hist. Małpino) – wieś w Polsce położona w województwie wielkopolskim, w powiecie śremskim, w gminie Dolsk.

## Położenie
Wieś położona 6 km na północny zachód od Dolska przy drodze powiatowej nr 4073 z Nochowa do Dolska. We wsi znajduje się skrzyżowanie z drogą powiatową nr 4068 do Dalewa przez Mórkę, nad jeziorami: Mełpińskim Wielkim i Mełpińskim Małym.

## Historia
Miejscowość pierwotnie związana była z Wielkopolską. Istnieje od drugiej połowy XII wieku i ma metrykę średniowieczną. Po raz pierwszy odnotowana została w języku staropolskim w łacińskim dokumencie z 1181 (według zachowanego falsyfikatu z ok. 1230) pod nazwą "Malpino", 1243 (wg kop. z 1443) "Malpin", 1258 "Malpino", 1425 "Malpyno".
Początkowo wieś należała do opola krzywińskiego z siedzibą w Krzywiniu, które było reliktem opola - przedpaństwowej wspólnoty rodowo-terytorialnej, a w późniejszym okresie stało się administracyjnym podokręgiem kasztelanii. W 1277 miejcowość jako Małpino zostało odnotowane w granicach tego opola.
Miejscowość była początkowo własnością rycerską, później w wyniku darowizny klasztorną należącą do benedektynów z opactwa lubińskiego. Od połowy XVI wieku stała się majętnością szlachecką należącą do lokalnej szlachty z rodu Radzewskich. W 1535 leżała w powiecie kościańskim województwa poznańskiego w Koronie Królestwa Polskiego. W 1457 należała do parafii Morka.
Pierwszy zapis datowany jest na rok 1181 i zachował się w falsyfikacie z ok. 1230. Według niego książę wielkopolski Władysław III Laskonogi wśród posiadłości benedyktynów z Lubinia wymienia m. in. wieś Małpino wraz z jeziorem Małpino. Wieś ta podlega setnikowi w Kuszkowie. W 1258 książę wielkopolski Bolesław Pobożny wymienia wśród posiadłości tychże bened. m. in. Małpino. W 1294 według zachowanego falsyfikatu z 1302 książę wielkopolski i późniejszy król polski Przemysł II potwierdził posiadłości benedyktynów lubińskich, wymieniając m. in. wieś Małpino, która podlegała setnikowi w Kuszkowie, a osobno w innym miejscu wymienił również jezioro o tej nazwie.
W 1367 Jan opat lubiński sprzedaje sołectwo w Małpinie Marcinowi zwanemu Drzanga za 8 grzywien groszy praskich. Sołectwo obejmowało dwa łany flamandzkie, dwa ogrody, łąkę koło ostrowu liczącą 4 miary (łac "de quatuor mensuris") położoną w kierunku Kadzewa oraz małe jezioro zwane "Zradkowo", nad którym sołtys mógł zbudować młyn zbożowy. Według przywileju sołtys miał prawo posiadać karczmę, piekarnię albo stępę, jatkę mięsną, jatkę szewską (łac. "sutoria"), kowala, a także miał prawo pobierać 1/3 opłat sądowych oraz opłaty od rezygnacji i zeznań. Sołtys małpiński mógł także wypasać 200 owiec i trzymać 6 klaczy, oraz miał prawo do małego polowania na zające, bażanty i kuropatwy. Do jego obowiązków natomiast należała służba dla klasztoru na koniu wartości jednej kopy groszy. Mieszkańcy tej wsi mieli dawać klasztorowi 9 ćwiertni zboża. Według szczegółowego wyliczenia po 3 ćwiertnie żyta, pszenicy i owsa, jedną ćwiertnię chmielu i tytułem dziesięciny jednen wiardunek, a ponadto po 30 jaj i po połciu mięsa wartości 3 skudów z każdego łanu. Na święto Narodzenie NMP przypadające 8 września oraz na Boże Narodzenie mieli dostarczać po dwa kurczaki. Przez trzy dni w roku mieli także orać dla klasztoru. W czasie trzech tzw. sądów gajonych odbywających się co roku kmiecie mieli dawać dwa razy posiłek (łac. "prandium"), a sołtys raz, albo w zamian zapłacić mieli jeden wiardunek za każdy posiłek.
W latach 1358-1371 odnotowany został w zapisach sądowych świadek Piotr z Małpina. W 1375 Katarzyna wdowa po Piotrze z Małpina na mocy umowy zawartej z Sobiesławem opatem lubińskim oraz kapitułą klasztoru lubińskiego, zgodnie z testamentem zrzekła się całego majątku w Małpinie i w Mączlinie na rzecz klasztoru lubińskiego, w tym m. in. odstąpiła pszczoły i barcie (łac. "apes et mellificia"). W zamian tej darowizny klasztor lubiński miał się modlić o zbawienie dusz jej rodziców, męża Piotra i samej Katarzyny. Katarzyna zachowała sobie połowę owiec i połowę bydła z folwarku w Małpinie oraz jednorazowo otrzymał połowę zboża z tegorocznych zbiorów.
W 1420 opat lubiński toczył spór sądowy z Janem Jarosławskim i miał stawić przed sądem Mikołaja Rybałę, który miał zeznać, że Małpino było zapowiedziane przed sądem ziemskim według prawa ziemskiego przez woźnego. W 1425 Wojciech opat lubiński pozwał Dziersława niegdyś dziedzica w Wieszczyczynie o dwie klacze wartości 4 grzywien, które zostały zabrane bratu Maciejowi benedyktynowi z folwarku w Małpinie. W 1461 Wojciech opat lubiński i brat Marcin sprzedali Stefanowi z Kostrzyna altaryście w kościele św. Barbary w Chwaliszewie czynsz w wysokości 10 złotych węgierskich od sumy 120 złotych węgierskich ze wsi Małpino w parafii Mórka. Pieniądze te klasztor lubiński przeznaczył na wykup wsi Wonieść i Gniewowo z zastawu od Jana Chełmskiego.
W drugiej połowie XV wieku miały miejsce procesy przed sądem ziemskim o granice, w których opisano okolicę wsi. W 1465 miała miejsce kontynuacja procesu granicznego toczonego około 1460 przez Stefana opata lubińskiego z Mikołajem Korzbokiem Trzebawskim z Bodzyniewa. Mikołaj Korzbok zwany też Strykowskim wygrał proces z Wojciechem opatem lubińskim, wszczęty z powodu podniesienia stanu wody w dziedzinie Małpino i zalania 12 kopców granicznych, ról oraz łąk. W sumie szkody poczynione przez wodę wyceniono na 100 grzywien. W 1476 woźny kościański zeznał o dokonanym rozgraniczeniu wsi Małpino z wsiami Mikołaja Strykowskiego. W środku błota zwanego "Śmierdzące" wbito pal, który stanowił narożnik wsi Małpino, Mórki i Marszewa, stąd granica biegła do kopcy narożnych dzielących wsie Małpino, Marszewo i Kadzewo. Dalej granica biegła wzdłuż dróg kaliskiej, a potem śremskiej aż do stawu bodzyniewskiego znajdującego się na granicy Małpina i Bodzyniewa. W przypadku gdy staw wyleje, woda należeć miała do Mikołaja Strykowskiego, a gdy woda opadnie, to grunty ponownie miały należeć do opata lubińskiego, które miały być koszone i wypasane przez mieszkańców Małpina. Strykowskiemu nie wolno było niczego budować nad brzegiem tego stawu od strony wsi Małpino. Od wspomnianego stawu granica biegła do błota zwanego "Wyszowa Ciecz", przy którym stały kopce narożne dzielące wsie Małpino, Bodzyniewo i Lubiatowo.

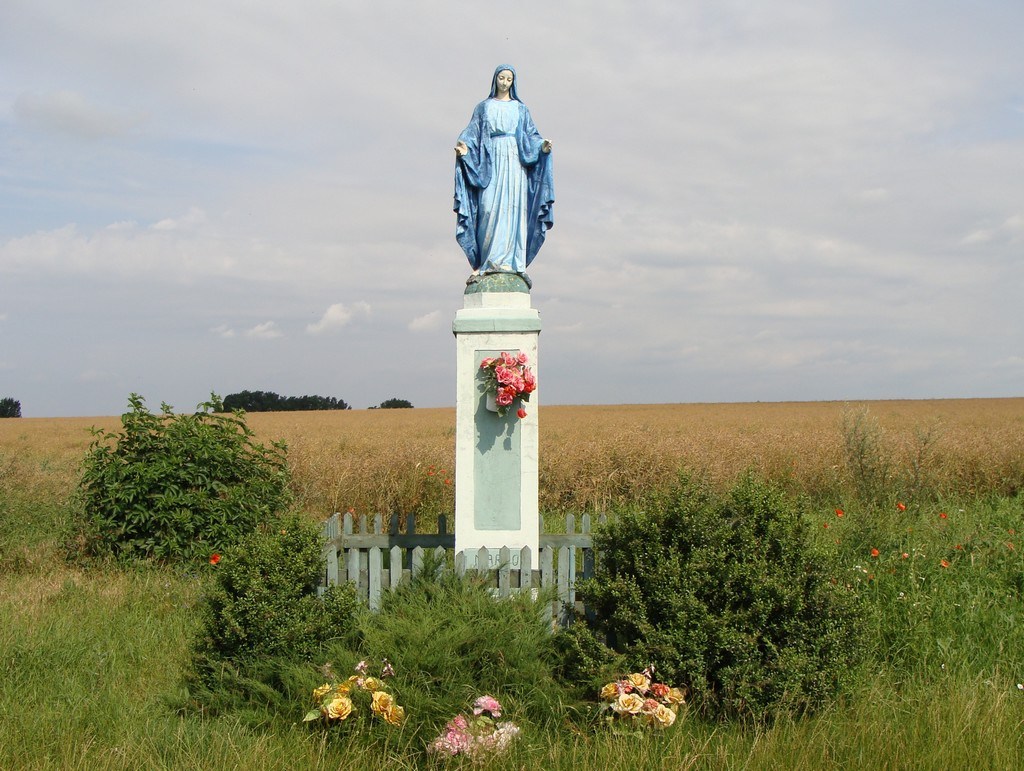
Kapliczka przydrożna

W 1510 wieś Małpino należała do opata lubińskiego i w całości była opustoszała. Na jej terenie znajdowało się sołectwo o dwóch opuszczonych łanach. W 1535 król polski Zygmunt I Stary wyraził zgodę na prośbę Wawrzyńca opata lubińskiego oraz konwentu na zamianę w wyniku, której bracia Stanisław i Piotr Radzewscy z Mórki dali klasztorowi lubińskiemu swoją wieś Jeleńczewo w zamian otrzymując od klasztoru lubińskiego opuszczoną wieś Małpino. Król poddał miejscowość prawu ziemskiemu i przeniósł ze wsi Jeleńczewo na Małpino obowiązek pospolitego ruszenia dla właścicieli tej wsi.
Od 1535 właścicielami majątku byli Radzewscy, a później także Czaccy, Radońscy i Bojanowscy i Unrugowie.
Wskutek II rozbioru Polski w 1793, miejscowość przeszła pod władanie Prus i jak cała Wielkopolska znalazła się w zaborze pruskim.
W latach 1975–1998 miejscowość administracyjnie należała do województwa poznańskiego.

## Zabytki
Zabytkami prawnie chronionymi są:

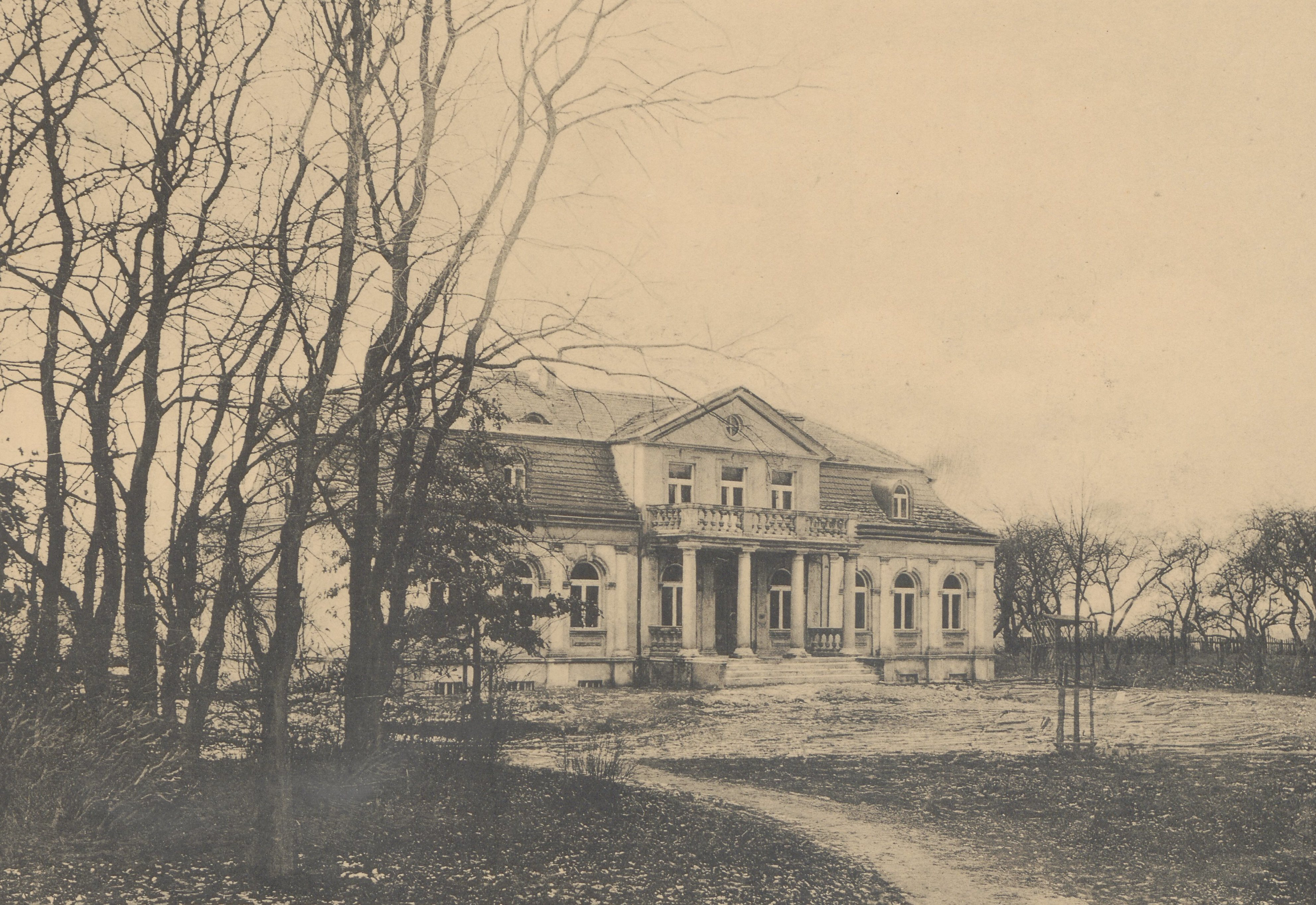
Widok dworu przed 1912

- Dwór z 1908, neobarokowy, parterowy z mansardowym dachem, zbudowany przez Ochockiego z Dolska;
- Park krajobrazowy otaczający dwór o powierzchni 5,45 ha, pochodzi z poł. XIX wieku, w nim buki pospolite odmiany purpurowej o obwodzie 325 i 340 cm, dęby szypułkowe i lipa drobnolistna.

## Atrakcje turystyczne
Atrakcją turystyczną są jeziora: Mełpińskie Wielkie (14,3 ha) i Mełpińskie Małe (10 ha), popularne wśród wędkarzy, znajduje się tutaj niestrzeżona plaża i kąpielisko, a także ośrodek wypoczynkowy "Serdeczna Osada" dla dzieci z parafii pw. Najświętszego Serca Jezusa w Śremie. Nad jednym z jezior znajdowała się wieś o nazwie Mączlino, notowana jeszcze w 1531. Do świątków przydrożnych należy figura Matki Boskiej Różańcowej z początku XX wieku.

## Demografia
Liczba mieszkańców miejscowości w poszczególnych latach:
| Rok  | Ilość mieszkańców |
| ---- | ----------------- |
| 1998 | 266               |
| 2002 | 276               |
| 2009 | 269               |
| 2011 | 273               |
| 2021 | 304               |
| 2022 | 304               |